# Seaside (Oregon)
Seaside é uma cidade localizada no estado norte-americano de Oregon, no Condado de Clatsop.

## Demografia
Segundo o censo norte-americano de 2000, a sua população era de 5900 habitantes.
Em 2006, foi estimada uma população de 6187, um aumento de 287 (4.9%).

## Geografia
De acordo com o United States Census Bureau tem uma área de
10,4 km², dos quais 10,0 km² cobertos por terra e 0,4 km² cobertos por água.

## Localidades na vizinhança
O diagrama seguinte representa as localidades num raio de 32 km ao redor de Seaside.